# Cottiusculus gonez
Cottiusculus gonez (лат.) — вид морских лучепёрых рыб рода Cottiusculus семейства рогатковые. Встречаются в северо-западной части Тихого океана. Известна только в Японском и Охотском морях и на тихоокеанском побережье Хоккайдо. Живут на глубинах от 150 до 250 м. Демерсальные рыбы умеренных вод. Обычно встречаются на песчано-илистом дне. Это донные хищные рыбы, поджидающие добычу в засаде. Длина тела до 10 см. В спинном плавнике 7 жёстких и 10-12 мягких лучей. В анальном плавнике 11—13 мягких лучей. Этот вид отличается следующим набором признаков: простые носовые шипы; почти прямой верхний предоперкулярный шип с 2 небольшими бугорками дорсально и шипованным задним бугорком; у самцов удлиненный первый спинной плавник; боковая линия доходит почти до основания хвостового плавника. Они безвредны для человека, их охранный статус не определен, объектами промысла не являются.